# Mazda3 MPS
Mazda3 MPS (Mazda Performance Series) er en sportsudgave af den lille mellemklassebil Mazda3, som i første generation blev bygget mellem december 2006 og starten af 2009, baseret på den femdørs hatchback. Udenfor Europa sælges modellen under navnet Mazdaspeed 3. Den anden generation kom på markedet i oktober 2009.

## 3 MPSBK(2006−2009)
Mazda3 MPS blev første gang introduceret på Auto Mobil International i april 2006. Modellen var udstyret med den fra Mazda6 MPS kendte 2,3-liters turbobenzinmotor med direkte indsprøjtning med en effekt på 191 kW (260 hk) ved 5500 omdr./min. og et maksimalt drejningsmoment på 380 Nm ved 3000 omdr./min. Bilen trak på forhjulene gennem en sektrins manuel gearkasse og et spærredifferentiale. En af gearvalg og styrevinkel styret ladetryksregulering forbedrede traktionen. Tophastigheden var elektronisk begrænset til 250 km/t, og bilen accelererede fra 0 til 100 km/t på 6,1 sekunder. Dermed var Mazda3 MPS en af de hurtigste, serieproducerede biler med forhjulstræk. Yderligere udstyrsmæssige kendetegn var 18" alufælge i 10-eget design, røde dekorationselementer i kabinen og alupedaler, samt et elektronisk sikkerhedssystem bestående af elektronisk stabilitetsprogram (DSC), til hvilket der hørte antispinregulering (TCS) og bremseassistent (EBA).

## 3 MPSBL(2009−)
Den anden generation af Mazda3 MPS blev første gang præsenteret på Geneve Motor Show i marts 2009.
Bilen kom ud til forhandlerne i oktober 2009, opfylder Euro5-normen og har et brændstofforbrug på 9,6 l 98 oktan pr. 100 km. Sikkerhedsudstyret omfatter bl.a. vognbaneskiftassistent. Modellen kan som ekstraudstyr leveres med bi-xenonlys med kurvelys, nøglefrit adgangs- og startsystem, Bose-lydsystem og navigationssystem.